# جيمس هندرسون
جيمس هندرسون (بالإنجليزية: James Henderson)‏ (1 يناير 1877 بنيوكاسل أبون تاين في المملكة المتحدة - ) هو لاعب كرة قدم بريطاني (وحمل سابقاً جنسية المملكة المتحدة لبريطانيا العظمى وأيرلندا) في مركز الوسط.